# Volvo RM12
Reaktionsmotor 12 (RM12) är en dubbelströmmande jetmotor tillverkad för stridsflygplanet Saab 39 Gripen av Volvo Aero (numera GKN Aerospace Sweden).

## Historia
Reaktionsmotor 12 är en utveckling av General Electric F404J, som i sin tur var en anpassning gjord av GE av F404-400 för att användas i enmotoriga flygplan.
Som mest skedde tillverkningen i tvåskift, med en takt på 12 veckor per motor.
Den 24 maj 2011 tillverkades den 254:e och sista RM12 för leverans till Sydafrikas flygvapen. Sammanlagt hade motorvarianten då gjort 160 000 flygtimmar utan ett enda motorrelaterat haveri, vilket är unikt inom flygvapen. I november 2022 har motorvarianten gått i över 400 000 flygtimmar utan haveri.

## Konstruktion
Volvo RM12 är en dubbelströmsmotor med 3-stegs fläkt och 7-stegs kompressor, vardera drivna av en 1-stegsturbin. De styrbara ledskenorna vid insug, fläkt och kompressor gör den extremt okänslig för tryckförändringar och så kallad pumpning.
Motordragkraften är med efterbrännkammare 80,5 kN (8000 kp). Utan efterbrännkammare är dragkraften 54 kN. Vid fullt uttag behöver motorn 68 kg luft/sekund, vilket på marknivå motsvarar ungefär lika många m3, och kompressorn roterar då med 16 800 varv per minut. Fläkten, som sitter före kompressorn i luftens väg genom motorn, har ett maximalt varvtal på 13 200 varv per minut.

## Avböjd uppdatering till RM12EF
Volvo Aero redovisade i november 2010 i allmänna ordalag hur RM12 kunde utvecklas till ”RM12EF” och konkurrera med den General Electric F414G som installerats i Gripen Demo. Förslaget innebar optimerad motorstyrning i FADEC, en nyare redan utvecklad turbin samt effektivare fläkt. Enligt Volvo Aero innebar detta inte några tekniksprång – och därmed inte heller stora risker tekniskt eller ekonomiskt – då det fanns demonstrerad teknologi med hög teknologimognad för de föreslagna modifikationerna.
Jämfört med RM12 visade Volvo Aero att RM12EF och GE-motorn F414G (den som regeringen valde för Gripen NG) skulle ge dragkraftsökning vid start på +10% för RM12EF och +14% för F414G, medan ökning vid samtliga flygfall låg i intervall +9-22% för RM12EF resp. +12-23% för F414G.
Enligt Allan Widman har Volvo Aero uppgivit att RM12EF:s specifika bränsleförbrukning utan efterbrännkammare —  beroende på flygfall (höjd/fart) — är cirka 2-4% sämre än F414G men trots det räknade Volvo att F414G skulle vara 30-40% dyrare sett över livscykeln.
Efter att ordrarna från Schweiz och Brasilien inkommit bortföll RM12EF som alternativ för Gripen NG, och Volvo satsade istället på att få uppgradera befintliga motorer i 39C/D motor RM12 för att på så sätt utnyttja Försvarsmaktens redan gjorda investeringar i befintliga cirka 220 motorer.